# Susie Atwood
Susan Atwood, detta Susie (Long Beach, 5 giugno 1953), è un'ex nuotatrice statunitense.

## Biografia
Ai Giochi della XX Olimpiade vinse una medaglia di bronzo nei 100m dorso  con un tempo di 1:06.34 dietro a Melissa Belote e Andrea Gyarmati, meglio le andò nei 200m dorso dove ottenne una medaglia d'argento con un tempo di 2:20.38 superata solo da Belote.
Ai VI Giochi panamericani vinse:
- 100 m Dorso, medaglia d'argento (dietro alla canadese Donna-Marie Gurr)
- 200 m Dorso, medaglia d'argento (dietro alla canadese Donna-Marie Gurr)
- 200 m misti, medaglia d'argento (dietro alla canadese Leslie Cliff)
- 400 m misti, medaglia di bronzo (dietro a Leslie Cliff e la connazionale Cindy Plaisted)

Si aggiudicò anche una medaglia d'oro alle VII Universiade del 1973.  Durante la sua carriera ottenne 23 titoli fra quelli nazionali e internazionali.

## Riconoscimenti
- International Swimming Hall of Fame 1992.